# Cao Ang
Pour les articles homonymes, voir Cao.
Dans ce nom, le nom de famille précède le nom personnel.
Cao Ang (175 - Printemps 197) est le fils aîné de Cao Cao, puissant seigneur de guerre à la fin de la dynastie Han et pendant la période des Trois Royaumes de la Chine ancienne.
Quand Cao Cao perd son cheval lors de la mutinerie nocturne de Zhang Xiu à Wancheng, Cao Ang lui donne le sien. Cao Cao réussit ainsi à se sauver sain et sauf, mais Cao Ang est tué au combat, atteint par plusieurs flèches.